# Loop & Loop
"Loop & Loop" (jap. ループ&ループ Rūpu&Rūpu) − czwarty singel japońskiej grupy muzycznej Asian Kung-Fu Generation, wydany 19 maja 2004. Pochodzi z albumu Sol-fa. Tytułowy utwór usłyszeć można w grze wideo Osu! Tatakae! Ouendan.

## Lista utworów
1. "Loop & Loop" (jap. ループ&ループ Rūpu&Rūpu)
2. "Entrance (Live)" (jap. エントランス (LIVE) Entoransu (LIVE))
3. "Rashinban (Live)" (jap. 羅針盤 (LIVE))

## Twórcy
- Masafumi Gotō – śpiew, gitara
- Kensuke Kita – gitara, śpiew
- Takahiro Yamada – gitara basowa, śpiew
- Kiyoshi Ijichi – perkusja
- Asian Kung-Fu Generation – producent
- Tōru Takayama – miks
- Mitsuharu Harada – mastering
- Kenichi Nakamura – realizacja
- Yūsuke Nakamura – projekt okładki